# Véronique Vendell
Véronique Vendell (* 21. Juli 1942 in Montpellier) ist eine ehemalige französische Schauspielerin.

## Leben
Nach Schauspiel- und Ballettunterricht erhielt sie, zunächst ungenannt, mehrmals kleine Rollen in französischen Filmproduktionen. Vendell wirkte in zeittypischen europäischen Krimis, Agenten- und Abenteuerfilmen der 1960er Jahre mit, wo sie als attraktive Verführerin meist kurze Auftritte hatte, um einen der Hauptdarsteller zu umgarnen. Bereits häufig in Illustrierten abgebildet, erschien sie im Februar 1964 auch in der amerikanischen Ausgabe des Playboy.
Die als „neue Bardot“ Bezeichnete suchte als Theaterschauspielerin dieser Festlegung zu entkommen. Sie spielte unter anderem in Paris am Théâtre Marie Bell unter der Regie von Luchino Visconti. Zuletzt agierte sie in Filmen ihres Ehemannes, des deutschen Produzenten Wolf C. Hartwig, darunter auch in zwei Report-Filmen. Nach unterschiedlichen Rollen in den Kriegsfilmen Steiner – Das Eiserne Kreuz und Steiner – Das Eiserne Kreuz, 2. Teil zog sich Véronique Vendell ins Privatleben zurück.

## Filmografie
- 1961: Der Lügner (Les menteurs)
- 1961: Galante Liebesgeschichten (Amours célèbres)
- 1962: Dr. Malbus verschwand um vier (Rencontres)
- 1962: Snobs (Snobs!)
- 1963: Der Frauenmörder von Paris (Landru)
- 1964: Dalia Vehamalahim
- 1964: Becket
- 1964: Die Verdammten der Blauen Berge (Victim Five)
- 1965: Ich habe sie gut gekannt (Io la conoscevo bene)
- 1965: Quand passent les faisans
- 1966: L’ombrellone
- 1966: L’Homme de Mykonos
- 1966: General Fiaskone (Martin Soldat)
- 1967: Die Nacht der Generale (The Night of the Generals)
- 1967: Hexen von heute (Le streghe)
- 1968: Der Turm der verbotenen Liebe
- 1968: Mayerling
- 1968: Barbarella
- 1969: Vedo nudo
- 1969: Die jungen Tiger von Hongkong
- 1969: Schatz der Holländer (Le Trésor des Hollandais, TV-Serie)
- 1969: Il commissario Pepe
- 1970: Hilfe, mich liebt eine Jungfrau (Une pucelle en or)
- 1970: Ich schlafe mit meinem Mörder
- 1971: La supertestimone
- 1971: Der schielende Heilige (Per grazia ricevuta)
- 1971: Der neue heiße Sex-Report - Was Männer nicht für möglich halten
- 1971: Urlaubsreport – Worüber Reiseleiter nicht sprechen dürfen
- 1973: Das Mädchen von Hongkong
- 1973: Zinksärge für die Goldjungen
- 1977: Steiner – Das Eiserne Kreuz (Cross of Iron)
- 1979: Steiner – Das Eiserne Kreuz, 2. Teil